# بيت أغرون

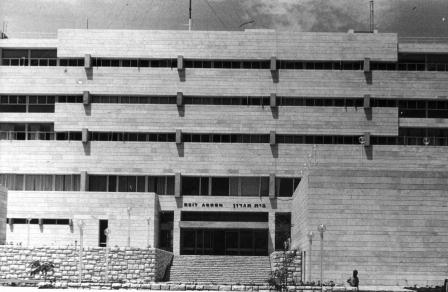
بيت أغرون في شارع هليل

بيت أغرون ((بالعبرية: בית אגרון‏) وينطق: بيت أغرون) هو أحد المعالم البارزة في وسط مدينة القدس. وتم تشييده تخليداً لذكرى غيرشون أغرون الذي كان رئيس بلدية المدينة بين عامي 1955 و1959، ويضم العديد من المؤسسات الوطنية الإسرائيلية الراعية لمجال الفنون. ويقع في 37 شارع هليل.

## التخطيط والبناء
بعد وفاة رئيس بلدية القدس غيرشون أغرون في منصبه عام 1959، شكلت مجموعة من أصدقائه لجنة أغرون. كلفت هذه اللجنة نفسها مهمة إنشاء نصب تذكاري مناسب لتخليد ذكرى أغرون. واجتمعوا لأول مرة بعد عام من وفاته في غرفة موشيه شاريت في فندق سافوي هيلتون في نيويورك للتخطيط لإقامة نصب تذكاري مخصص لأغرون. وكان شاريت رئيس المجموعة، بجانب كل من إسرائيل غولدشتاين ومائير فايسغال كنواب للرئيس. وعمل غولدشتاين وفايسغال سابقًا في بناء جناح فلسطين اليهودي في المعرض العالمي لعام 1939 معًا. :90, 293
ووضع شاريت حجر الأساس لبيت أغرون في 10 أكتوبر 1961. وحفر في الإسمنت نص كتابي بتوقيع إيثيل أرملة أغرون وأبناءه داني وفاردا وخليفته في منصب رئيس بلدية القدس موردخاي إيش شالوم، بالإضافة إلى توقيعات أعضاء لجنة أغرون، وشخصيات إسرائيلية شهيرة أخرى. وفي حفل تكريم أقيم بمناسبة وضع حجر الزاوية في بيت أغرون، قال غولدشتاين إن أغرون كان «صحفياً بامتياز»، كما أشاد بخدماته كسفير لإسرائيل والصهيونية:  :110

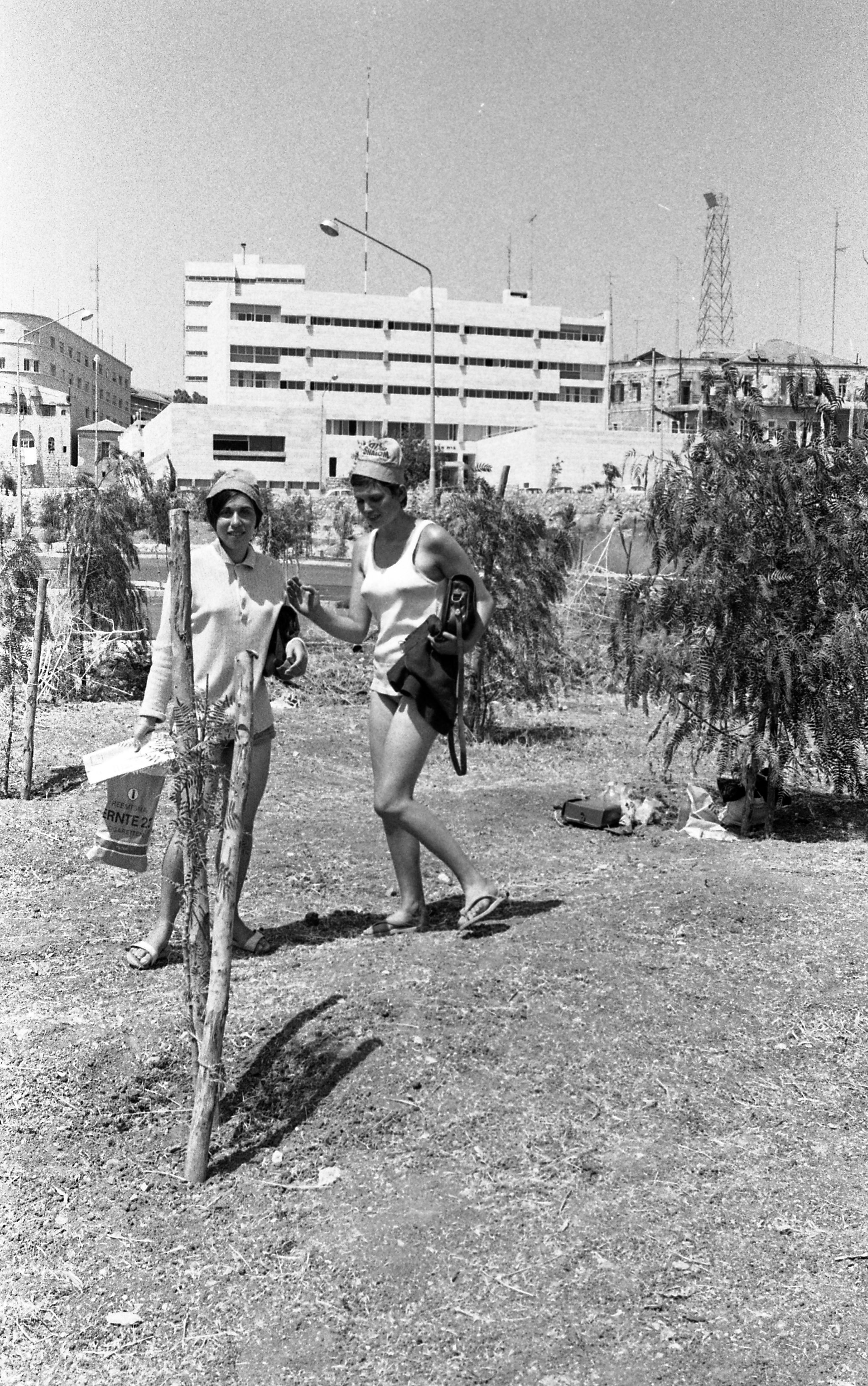
نساء في حديقة الاستقلال في عام 1969، وفي الخلفية يظهر بيت أغرون

قام بتصميم بيت أغرون المعماري دافيد ريسنيك، بأسلوب بناء بسيط وحديث،  وبدأ البناء في عام 1963. والمشروع عبارة مجمع من ثلاثة مبانٍ تتكون من مبنى للمكاتب من أربعة طوابق، وقاعة كبيرة تُعرف باسم قاعة موسى، وقاعة مؤتمرات تستخدم أيضًا كمطعم. وأمام المبنى يوجد موقف للسيارات، والذي أنشأ على جزء من حديقة الاستقلال. وتوجد قاعة موريس شيفر في بيت أغرون، والتي أنشأت بدعم من مؤسسة القدس.  وسميت على اسم أمريكي كانت زوجته الأرملة «إيما شيفر» مغنية.
تم الانتهاء من المبنى في عام 1969، وافتتح في 3 يونيو 1969 بحضور رئيسة الوزراء جولدا مائير. وشملت الاحتفالات إقامة «غداء احتفالي».

## التاريخ
اتخذ بيت أغرون كمقر لنقابة الصحفيين الإسرائيليين، حيث كان المركز الرئيسي لجميع صحفيي القدس،  ولكنه لم يعد يستخدم لهذا الغرض.  :109كما أنه ضم سابقًا «سينماتك القدس» (والأرشيف الوطني للأفلام)،  ومجموعة الصور الوطنية،   وكذلك مكاتب للصحف الأجنبية والمكتب الصحفي الحكومي (GPO)، ومساكن لطلاب أكاديمية بتسلئيل للفنون والتصميم.
وأنشأت «سينماتك القدس» (التي أسستها ليا فان لير) في بيت أغرون منذ عام 1975 حتى الثمانينيات. وأقيم لها مبنى خاص بفضل منحة مالية في عام 1980. وكانت صالة السينما في بيت أغرون بجانب صالة السينما الخاصة ب«سينماتك القدس» هي أولى صالات السينما التي تعرض أفلاما سينمائية في يوم السبت المقدس عند اليهود، مما أدى في النهاية إلى احتجاج السكان من اليهود الأرثوذكس المتطرفين في الثمانينيات.  وكانت عروض الأفلام السينمائية في تلك الصالات في ليالي الجمعة مصحوبة بمحاضرات حول الفيلم، أما في يوم السبت فلم يسمح إلا بإقامة ندوات ثقافية فقط؛ وبدأ المجتمع الأرثوذكسي المتطرف في الاحتجاج عندما بدأت دور السينما الأخرى في عرض الأفلام في يوم السبت، وهو ما فعلوه دون التظاهر بإلقاء محاضرات، وبدأت حركة أوسع لزيادة حفلات الترفيه في يوم السبت. ثم أغلقت مكاتب الصحف الأجنبية مقراتها في البيت أو قلصت حجم طواقمها الصحفية، ثم أغلق المكتب الصحفي الحكومي في عام 2011. وفي ذلك العام، فازت أكاديمية بتسلئيل للفنون بمناقصة لتشغيل المبنى، وتقسيمه بين مساكن الطلبة ومساحات تجارية.  ويوجد في البيت أيضا مركز أبحاث سياسات الشرق الأدنى، تحت إدارة ديفيد بدين.
بيت عمير - الذي يقع في 1 شارع أغرون، يسمى أحيانا بيت أغرون، لكنه مبنى مختلف. وقد صممه أيضا المعماري ريسنيك وأنشأ في الستينات من القرن العشرين.